# Sošice
Sošice falu Horvátországban Zágráb megyében. Közigazgatásilag Zsumberk községhez tartozik.

## Fekvése
Zágrábtól 48 km-re délnyugatra, községközpontjától Kostanjevactól 10 km-re északnyugatra a Zsumberki-hegység déli lejtőin fekszik. Településrészei: Boići, Garapići, Gornje Selo, Kovači, Maršići és Tarači.

## Története
Sošice a Zsumberki régió egyik legősibb települése. 1249-ben "Sussiz" néven említik először a közeli Zsumberk vára urának egyik oklevelében, azon birtokok egyikeként, melyet az újonnan alapított kostanjevici cisztercita kolostornak adományozott. Következő említése a 16. században történik amikor a török elpusztította, majd a katonai határőrvidék része lett. Ezután központi fekvésének köszönhetően a régió legnagyobb falujává, tényleges központjává fejlődött. 1750 és 1755 között felépült Szent Péter és Pál apostolok tiszteletére szentelt görögkatolikus plébániatemploma, plébániáját 1775-ben alapították. Iskolája már 1769-ben működött és itt állt a községi gabonaraktár is. 1830-ban 35 házában 361 lakos élt, közülük 145 római katolikus és 216 görögkatolikus. 1857-ben 259-en lakták. A 19. század elején a görögkatolikus plébániatemplom mellé felépült a Nagyboldogasszonynak szentelt római katolikus kápolna is. A római katolikusok az oštrci plébániához tartoznak. 1910-ben 459 lakosa volt. A leggyakoribb családnevek a Radić és Hranilović voltak. Trianon előtt Zágráb vármegye Jaskai járásához tartozott. A vízvezetéket 1913-ban építették ki. 1941-ig itt tartották Északnyugat-Horvátország egyik legnagyobb vásárát, a településen hét vendéglő, négy üzlet, pékség, posta és tekepálya működött. 1939-ben zárda épült itt bazilita szerzetesnővérek részére.
1942-től 1944 áprilisáig község és járásközpont, itt működött a zsumberki katonai körzet parancsnoksága is. A temető hátsó részén 1959-ben emlékművet emeltek a zsumberki, dolenjskai és belai körzetek elesett 380 katonájának. A falunak 2011-ben már csak 76 lakosa volt. Lakói mezőgazdasággal, állattenyésztéssel, szőlőtermesztéssel foglalkoznak.

## Lakosság
| Lakosság változása | Lakosság változása | Lakosság változása | Lakosság változása | Lakosság változása | Lakosság változása | Lakosság változása | Lakosság változása | Lakosság változása | Lakosság változása | Lakosság változása | Lakosság változása | Lakosság változása | Lakosság változása | Lakosság változása | Lakosság változása |
| ------------------ | ------------------ | ------------------ | ------------------ | ------------------ | ------------------ | ------------------ | ------------------ | ------------------ | ------------------ | ------------------ | ------------------ | ------------------ | ------------------ | ------------------ | ------------------ |
| 1857               | 1869               | 1880               | 1890               | 1900               | 1910               | 1921               | 1931               | 1948               | 1953               | 1961               | 1971               | 1981               | 1991               | 2001               | 2011               |
| 259                | 410                | 450                | 484                | 515                | 459                | 424                | 466                | 347                | 391                | 357                | 294                | 205                | 122                | 99                 | 76                 |

## Nevezetességei
- Szent Péter és Pál apostolok tiszteletére szentelt görögkatolikus plébániatemploma[4] déli Kovači nevű településrészén áll. A településen belüli dombon, ugyanazon a telken, egymás mellett található a Szent Péter és Pál-templom, valamint a sosicei Nagyboldogasszony katolikus kápolna. A két épület közül a régebbi és a nagyobbik a görögkatolikus templom a telek déli részén található. 1750-1775 között épült egyhajós, elnyújtott téglalap alaprajzú épületként, a hajónál szűkebb, sokszög záródású szentéllyel és a főhomlokzat előtti harangtoronnyal.
- A görögkatolikus plébániatemplom mellett áll a római katolikusok Nagyboldogasszony kápolnája.[4] Az 1821-1828 között épült (Szűz Mária mennybemenetele tiszteletére szentelt) kápolna északon a telek északi részén áll, az építője pedig Vincent Muelbauer volt. Kisebb méretű, de az alapvető külső építészeti elemekkel a régebbi templomhoz igazodik. Szintén hosszirányú, téglalap alaprajzú, keskenyebb, kívül sokszögűen záródó szentéllyel rendelkező épület. A nyugati főhomlokzat előtt áll a zömök harangtorony.
- A falu északi részére vezető út mellett a mező szélén áll a 19. század végén épített kis Páduai Szent Antal kápolna.
- A település értékes néprajzi gyűjteményét bemutató kiállítást 1976-ban létesítették.
- A Sopote felé vezető út közelében két barlang is található, melyek egyike meredek mélységéről nevezetes.
- Sošice település közelében, a Zsumberk-Szamobori-hegység Natúrpark területén belül az erdőben található a Jazovka tömegsír.[5] A természetes földalatti üreg a Horvátország Független Állam (NDH) katonái és horvát nemzetiségű civilek tömeges kivégzésének helyszíne, amelyet a Jugoszláv Népi Felszabadító Hadsereg (NOVJ) tagjai követtek el a második világháború alatt és közvetlenül azt követően. 1943-ban a krašići csatában fogságba esett katonákat, 1945-ben pedig a környező falvakból származó lakosokat, a legyőzött horvát hadsereg betegeit és sebesültjeit, valamint a zágrábi kórházakból idehozott kórházi személyzetet ölték itt meg és dobták gödörbe. A Stratište Jazovka egyike a Zágráb megyében nyilvántartott több száz, a második világháború és a háború utáni időszak rejtett temetőinek. Egyben az első háborús tömegsír, amelyet a független Horvátországban találtak, dokumentáltak és részben kutattak. Ezért is van történelmi jelentősége.

## Híres emberek
- Itt született Ilija Hranilović, aki 1883 és 1889 között Kőrös görögkatolikus püspöke volt.
- Innen származik Jovan Hranilović költő aki zsumberki elégiáiban megénekelte e táj szépségét.